# The Bunny Game
The Bunny Game ist ein US-amerikanischer Independentfilm von Adam Rehmeier aus dem Jahr 2010. Die Aufführung des in Schwarzweiß gedrehten experimentellen Horrorfilms mit realen Gewaltszenen wurde vom British Board of Film Classification verboten.

## Handlung
Die drogensüchtige Prostituierte Sylvia Grey lebt auf dem Straßenstrich von Hollywood und lässt alles mit sich machen. Nachdem sie von einem Freier vergewaltigt und ausgeraubt worden ist, gerät sie an den Truckfahrer Hog, der zunächst einen netten Eindruck macht. Doch er betäubt sie mit Chloroform und kettet sie in seinem Truck an. In einem abgelegenen Teil der Wüste vergewaltigt und quält er sie über mehrere Tage. Er schnüffelt Klebstoff und zeigt immer wahnsinnigere Züge. Unter anderem rasiert er der jungen Frau die Kopfhaare ab und brandmarkt sie. Er führt ihr ein Video eines anderen Opfers vor, das er am Ende mit einer Tüte erstickt. Höhepunkt ist das „Bunny Game“ (zu deutsch „Häschenspiel“), bei dem er die stark abgemagerte Frau als Häschen verkleidet durch die Wüste hetzt, während er selbst eine Schweinemaske trägt. Am Ende gibt er die Frau an Jonas weiter, der sie nackt in seinen Van legt.

## Hintergrund
Adam Rehmeier beschrieb den Entstehungsprozess im Making-of als einen jahrelangen Prozess. Schon 2006 wollte er einen ähnlichen Film drehen. Ursprünglich war Greg Gilmore als Hauptdarsteller vorgesehen. Als aber klar wurde, dass Rodleen Getsic, die Lebensgefährtin von Adam Rehmeier, die Hauptrolle übernehmen würde, änderte sich die Ausrichtung des Films. Getsic, Musikerin, Model und Schauspielerin, hatte ein ähnliches Erlebnis in ihrer Jugend gehabt und wollte die Szenen unbedingt real spielen. Gilmore ging dies zu weit und er nahm Abstand vom Projekt. Er tritt jedoch am Ende in einer kurzen Nebenrolle als Jonas auf.
Rehmeier engagierte Jeff F. Renfro, der im realen Leben tatsächlich LKW-Fahrer ist. Zudem fand er mit Drettie Page eine weitere Schauspielerin, die ebenfalls bereit war, sich die Kopfhaare abschneiden und sich brandmarken zu lassen. Um die Rolle realistischer zu spielen, fastete Getsic vierzig Tage lang. In der Zwischenzeit entstand ein Drehbuch, das nur aus wenigen Handlungsanweisungen bestand und einen groben Zeitplan beinhaltete. Man entschloss sich, mit einer Kamera zu drehen und das Ganze so realistisch wie möglich darzustellen. Ähnlich dem BDSM verabredete man ein Safeword und begann zunächst die Außenaufnahmen in Los Angeles zu drehen. Anschließend versuchte man einen Dreh in der Wüste, der jedoch scheiterte, weil man befürchtete, dass die Polizei die Geschehnisse für real halten könnte. Anschließend wurde auf einem Schrottplatz in Los Angeles gedreht. Insgesamt dauerte der Dreh elf Tage.

## Veröffentlichung
Der Film wurde zunächst auf diversen Filmfestivals gezeigt und erschien in den USA am 31. Juli 2012 auf Blu-ray Disc und DVD. Beim PollyGrind Film Festival gewann der Film 2011 mehrere Preise. Dabei handelte es sich um "Best Cinematography", "Best Editing" und "Best Overall Individual Performance in a Film" (für Rodleen Getsic).
Im Vereinigten Königreich verweigerte die Filmklassifizierungsbehörde BBFC dem Film die Freigabe, womit der Film dort als verboten gilt. Eine deutschsprachige Fassung wurde am 15. Juni 2012 in Österreich vom Label Illusions Unltd veröffentlicht. Das auf 2.000 Stück limitierte Mediabook mit Blu-ray Disc und DVD enthält zudem ein 32-seitiges Booklet mit Hintergrundinformationen. Als Extras wurden ein Making-of sowie ein 12-minütiges Musikvideo von Rodleen Getsic den beiden Bildträgern beigefügt. Der Film erschien in Österreich ungeprüft und ist in Deutschland nicht erhältlich.

## Kritik
Der Filmkritiker John Carpenter der Website TheaterThoughts.com lobte den Film als roh und realistisch. Zwar gebe es ein paar etwas zu langsame Stellen und der Film überschreite einige Grenzen, doch im Gesamten sei der Film sehr beeindruckend. Er sei in einer Reihe mit anderen grenzüberschreitenden Filmen wie Human Centipede, A Serbian Film oder Salo zu sehen und nichts für den gemeinen Filmfan.
Andere Kritiker dagegen beschreiben den Film als wenig visionär, sondern eher rückwärtsgewandt:

„Die erste halbe Stunde ist noch recht gelungen mit ihren tristen, von harter Gitarrenmusik unterlegten Bildern vom Straßenstrich. Später gelingt hier und da noch eine Collage, aber gerade im letzten Drittel wird es einfach anstrengend, wenn Shakycam und schnelle Schnitte meinen, immer noch einen draufsetzen zu wollen – das gewünschte ‚in-den-Alptraum-hineinziehen‘ will nicht funktionieren, der Zuschauer wird eher herausgetreten.“